# Steirerrausch
Steirerrausch ist der sechste Teil der österreichischen Landkrimi-Filmreihe in der Steiermark aus dem Jahr 2021 von Wolfgang Murnberger. Bei dem Film handelt es sich um die Fortsetzung von Steirerblut (2014), Steirerkind (2018), Steirerkreuz (2019), Steirerwut (2020) und Steirertod (2021). Das Drehbuch von Wolfgang und Maria Murnberger basiert auf dem gleichnamigen Roman von Claudia Rossbacher. Im ORF wurde der Film erstmals am 23. Oktober 2021 gezeigt, auf Flimmit wurde der Film am 16. Oktober 2021 veröffentlicht. Die Erstausstrahlung im Ersten erfolgte am 16. Dezember 2021.

## Handlung
Sascha Bergmann vom LKA Graz und seine neue Kollegin Anni Sulmtaler untersuchen einen Mord zu Halloween. Bei einer Sitzung mit dem Medium Vera Lehner wird die Winzerin Sabine Fuchs durchs Fenster erschossen. Vera selbst, die unmittelbar gegenüber dem Opfer sitzt, bricht bewusstlos zusammen. Vera lebt mit ihrem Lebensgefährten Richie zusammen, der für sie die Termine vereinbart.
In den Fokus der Ermittlungen gerät zunächst Sabines Ehemann Pepi, dessen Jagdgewehr sich als Tatwaffe erweist. Pepi hat kein Alibi, beteuert andererseits seine Unschuld. Allerdings stellt sich die Frage, ob der Mordanschlag überhaupt dem Opfer oder etwa Vera galt und der Schütze sein eigentliches Ziel verfehlt hat. Denn Vera wurde letzten Sommer ein Stein mit einem Papier mit der Aufschrift Verreck Hex durch das Fenster geworfen. Unklar ist außerdem die Rolle von Dr. Stelzhammer, der Vera stalkte. Stelzhammer wäre eine Krebspatientin fast gestorben, nachdem er versuchte ihren Krebs nur über ihre Selbstheilungskräfte zu besiegen. Die Patientin war anschließend bei Vera, diese hatte ihr geraten Stelzhammer anzuzeigen. Daraufhin wurde die Praxis von Stelzhammer geschlossen. Bergmann vermutet darin ein Mordmotiv.
Auch Resi Fuchs, die Tochter des Mordopfers, und deren Freundin Clara Triebl waren bei Vera. Clara wollte über Vera und ihren Kontrollgeist Cornelius Kontakt zu ihrem verstorbenen, mit dem Motorrad tödlich verunglückten Freund Oliver aufnehmen. Vera dagegen schlug ihr vor, den Tod von Oliver zu akzeptieren. Hans Triebl stürmte mit seinen Söhnen Lukas und Michi in Veras Räumlichkeiten, um Clara abzuholen, und forderte Vera auf, seine Tochter in Ruhe zu lassen, andernfalls würde er sie anzeigen. Richie und Vera hatten daraufhin Triebl angezeigt. Auch auf Resi und Sabine Fuchs war Hans nicht gut zu sprechen, weil diese Clara zu Vera brachten. Später hatte Vera erfahren, dass Stelzhammer Triebl den Hinweis gegeben hatte, dass Clara bei Vera ist.
Von Resi erfährt Sulmtaler, dass ihre Mutter in letzter Zeit ins Fitnessstudio gegangen ist. Außerdem arbeitet Richie an Wochenenden in einem Fitnessstudio. Sulmtaler vermutet, dass es sich dabei um dasselbe Studio gehandelt haben könnte. Im Studio treffen die Ermittler auf Michi und Lukas, von den beiden erfahren sie, dass Richie und Sabine ein Affäre hatten. Richie vermutet, dass er nicht der einzige war, mit dem Sabine ein Verhältnis hatte. Pepi Fuchs gibt an, von einem Verhältnis seiner Frau nichts gewusst zu haben. Nachdem Pepi weiterhin seine Unschuld beteuert, stellt Bergmann die Theorie auf, dass es sich bei dem Täter um Michi und Lukas Triebl oder Moritz Kröll, Resis Freund, handeln könnte, diese Vera einen Schrecken einjagen wollten und der geplante Bubenstreich schiefgegangen ist. Resi gibt sich eine Mitschuld am Tod von Oliver, nachdem Moritz und er ein Rennen mit dem Motorrad veranstaltet hatten und Resi ihn nicht davon abgehalten hatte.
Bergmann und Sulmtaler suchen Vera auf, um Kontakt zu ihrem Kontrollgeist Cornelius aufzunehmen. Dieser soll befragt werden, ob Michi, Lukas oder Moritz kriminelle Energien habe, was Vera verneint. Von Vera erfahren die Ermittler, dass Richie bei Sabine gekniet ist, als Vera nach dem Schuss auf Sabine wieder zu Bewusstsein gelangt ist. Laut Richie habe er sich um Sabine gekümmert, weil sie schwerer verletzt ausgesehen hatte.
Sulmtaler fällt auf, dass der Schuss fünf Minuten vor sieben Uhr gefallen ist, Richie allerdings erst acht Minuten nach sieben Uhr bei der Rettung angerufen hatte. Sie stellt sich die Frage, was in diesen 13 Minuten passiert ist, und stellt die Theorie auf, dass Richie eigentlich Vera ermorden wollte und den Mord gemeinsam mit Sabine geplant hatte. Wenn der Mord gelungen wäre, hätte ihm Sabine ein Alibi geben und der Polizei erzählen können, dass er sofort nach dem Schuss bei ihr gewesen war. Waffe und Munition hatte Richie von Sabine erhalten, sodass ihrem Mann Pepi die Tat angehängt wird. Dieser hätte zwar seine Frau wegen der Affäre mit Richie töten wollen, aber irrtümlich Vera getroffen, so der mögliche Plan von Richie und Sabine. Laut Dr. Stelzhammer war Richie in der Mordnacht nach dem Mord noch einmal für zwanzig Minuten weg, die Ermittler vermuten, dass er in dieser Zeit die Tatwaffe von Pepi Fuchs in die Jagdhütte gebracht hatte, wo sie später gefunden wurde. Nachdem Richie gesteht und gemeinsam mit der Polizei den Tathergang rekonstruiert, wird er von der Polizei wegen Mordversuchs an Vera und fahrlässiger Tötung von Sabine Fuchs festgenommen.

## Produktion und Hintergrund
Die Dreharbeiten fanden vom 28. Oktober bis zum 24. November 2020 statt, gedreht wurde in der Steiermark., unter anderem auf der Burgruine in Ligist in der Weststeiermark. Produziert wurde der Film von der Allegro Film, beteiligt waren der Österreichische Rundfunk und die ARD (Degeto Film), unterstützt wurde die Produktion vom Fernsehfonds Austria und Cinestyria Filmcommission and Funds.
Die Kamera führte Peter von Haller. Für das Kostümbild zeichnete Christine Ludwig verantwortlich, für die Ausstattung Maria Gruber und für den Ton Dietmar Zuson.
Hauptdarstellerin Anna Unterberger folgte nach dem Ausscheiden von Miriam Stein in der Folge Steirertod als Ermittlerin Anni Sulmtaler nach. Im Film wird an mehreren Stellen darauf angespielt, dass die vorherige Ermittlerin bei einem Polizeieinsatz ohne Beteiligung von Bergmann verstorben sei.

## Rezeption

### Kritiken
Volker Bergmeister vergab auf tittelbach.tv 3,5 von sechs Sternen und befand, dass die Story arg verquast und zu konstruiert sei. So bleibe einem nur, sich an Adele Neuhauser als Medium zu erfreuen und sich über Eisi Gulp als seltsamer Exorzist zu wundern. Der Witz wolle nicht zünden, die Spannung halte sich in Grenzen.
Tilmann P. Gangloff (RedaktionsNetzwerk Deutschland) dagegen meinte, dass der Film sehenswert sei, weil Wolfgang Murnberger viel Wert auf die Zwischentöne lege. Die Dialoge böten dem ausnahmslos ausgezeichneten Ensemble mannigfaltige Gelegenheiten, um kleine Gemeinheiten auszutauschen. Den reizvollsten Zweikampf in dieser Hinsicht lieferten sich das Medium und sein Gegenspieler Dr. Stelzhammer, das Duell zwischen dem Hobby-Exorzisten und der Geisterplauderin sei auch darstellerisch ein Genuss.
Wilfried Geldner befand auf Prisma.de, dass die Würze wie schon bei den vorherigen Landkrimis aus der Steiermark wieder einmal in den locker aus der Hüfte geschossenen Dialogen liege. Die Balance zwischen Grusel und Komik stimme, auf der Spürnasen-Ebene sei es eher etwas dünn. Ein Faible für einen satirischen Heimatkrimi sollte man also schon haben.

### Einschaltquote
Der Film wurde bei Erstausstrahlung im ORF im Oktober 2021 von durchschnittlich 733.000 Zusehern verfolgt, der Marktanteil betrug 26 Prozent.
In Deutschland sahen den Film bei Erstausstrahlung 5,5 Millionen Personen, der Marktanteil betrug 18,6 Prozent.